# Brigada 155 Mecanizată (Ucraina)
Brigada 155 Mecanizată (în ucraineană 155 окрема механізована бригада) este o brigadă a Forțelor Terestre Ucrainene care a fost formată în 2024.
Este una dintre puținele brigăzi ucrainene care au fost dotate cu tancuri germane Leopard 2 și obuziere autopropulsate franceze Caesar.
1.700 de soldați considerați de elită au dezertat. 50 și-au pierdut urma în Franța.
Potrivit Ministerului Apărării și Statului Major, costul creării unei brigăzi noi este de aproximativ 900 de milioane de euro.

## Istorie
Brigada 155 de Infanterie a fost formată în 2024 ca parte a unei inițiative de extindere a Forțelor Terestre Ucrainene prin crearea a nouă brigăzi suplimentare. Acest efort, anunțat de comandantul Oleksandr Pavliuk, a fost un răspuns direct la războiul ruso-ucrainean în curs.
Brigada este cunoscută sub porecla „Anna de Kiev” după prințesa care s-a căsătorit cu regele francez Henric I în catedrala din Reims pentru a deveni regina Franței între 1051-1060.
Formarea brigăzii a început în martie 2024.
Brigada a fost creată în temeiul prevederilor unei legi ucrainene de mobilizare, care a redus vârsta de recrutare de la 27 la 25 de ani și a introdus pedepse pentru evaziunea la proiect. Legea permitea și condamnaților să se alăture forțelor armate.
La 8 mai 2024, existența Brigăzii 155 Infanterie a fost recunoscută oficial. Consiliul orășenesc Rivne a sprijinit brigada donând echipamente pentru a satisface nevoile soldaților în primele etape de formare.
În noiembrie 2024, primul val de 2.000 de soldați au fost antrenați în estul Franței, cu planuri ca brigada să crească în cele din urmă la o putere de 4.500 de soldați.
Antrenamentul și echiparea brigăzii au fost efectuate în cadrul unui program finanțat de Uniunea Europeană care a pregătit deja 60.000 de militari ucraineni. Franța a jucat un rol esențial, oferind pregătire extinsă, echipamente și armament, inclusiv 18 obuziere autopropulsate CAESAR, 18 vehicule blindate de luptă AMX-10RC și 128 de vehicule blindate VAB.
La 27 iunie, brigada și-a făcut prima apariție publică pe rețelele de socializare, dezvăluindu-și însemnele a doua zi. 
În octombrie, brigada a fost vizitată și inspectată de președintele francez Emmanuel Macron.
Brigada s-a întors în Ucraina în noiembrie, împreună cu batalionul de tancuri antrenat în Polonia, bazat pe Leopard 2A4.
Potrivit unui articol publicat de jurnalistul ucrainean Yuri Butusov⁠(uk)[traduceți], brigada a avut probleme organizatorice serioase încă de la înființare. Comandamentul Operațional Vest, responsabil de formarea brigăzii, nu a avut resursele, forța de muncă și personalul de comandă necesare pentru a crea o nouă unitate. 
Până în momentul în care brigada a fost trimisă în Franța pentru antrenament, în octombrie, 935 de soldați au dezertat deja și alți 50 au dezertat în Franța. Comandantul brigăzii, colonelul Dmitro Rîumșîn, a fost înlăturat din postul său la doar câteva zile după ce s-a întors din Franța pe 30 noiembrie. În timp ce comandamentul brigăzii se afla în Franța, încă 700 de bărbați nou recrutați, staționați în Ucraina, au plecat fără să-și vadă comandantul. După înlăturarea comandantului, comandantul șef ucrainean Oleksandr Sîrskîi a trimis o comisie pentru a îmbunătăți eficiența în luptă a brigăzii, comisie formată din comandantul Comandamentului Operațional „Vest” Volodimir Șvediuk și colonelul Oleksandr Selețkî. La 30 decembrie, Oleksandr Selețkî a murit în urma unui atac de cord.
În decembrie 2024, brigada a fost desfășurată la sud de Pokrovsk. Se pare că brigada a suferit pierderi grele în primele zile de luptă, iar oamenii și echipamentul supraviețuitori au fost transferați către alte unități. 198 de soldați au dezertat în prima săptămână a lui decembrie.
Butusov a atras mai întâi atenția asupra problemei într-un reportaj de pe canalul său de YouTube din 14 decembrie, unde a afirmat că peste o mie de militari ai brigăzii au dezertat după ce au fost mobilizați forțat de pe străzi, ceea ce a dus la înlocuirea comandantului brigăzii cu colonelul Taras Maksimov, care a avut loc la 12 decembrie.